# Yassine Bounou
Yassine Bounou (arabisk: ياسين بون; født 5. april 1991), også kendt som Bono, er en canadisk-marokkansk professionel fodboldspiller, som spiller for Saudi Professional League-klubben Al-Hilal og Marokkos landshold.
Under sommer-OL 2012 i London deltog han for sit land, hvor hans hold blev elimineret i gruppespillet.
Han blev udtaget i Marokkos trup til VM i fodbold 2018 i Rusland.